# Pataki István (forradalmár)
Pataki/Pataky István (Budapest, 1914. szeptember 21. – Sopronkőhida, 1944. december 24.) magyar vasmunkás, vésnök, kommunista ellenálló.

## Életpályája

### Előtörténete
Kőbányán nőtt fel. 1930-ban kezdte meg a vésnöki szakmunkásképzőt. A Magyar Szociáldemokrata Párt tagjaként 1930-tól a párt ifjúsági mozgalmában, 1933-tól pedig a fémipari szakszervezetben politizált. 1944. márciusában a Wehrmacht a Margarethe hadművelet során elfoglalta Magyarország nagy részét, a fasiszta és Hitler-hű nyilasok Szálasi Ferenc vezetésével átvették a hatalmat és katonai diktatúrát hoztak létre. Pataki ezután részt vett a fegyveres ellenállás megszervezésében, azzal a reménnyel párosulva, hogy a magyar egységek leteszik a fegyvert és disszidálnak. A szovjet hadsereg előrenyomult, és 1944. november 3-án megkezdődött Budapest 102 napos ostroma, amely december 26-ig teljesen körülzárta a várost.

### Letartóztatása és kivégzése
Hazaárulás után a Honvéd katonatisztjei 1944. november 23-án letartóztatták más munkatársaival együtt az SS által irányított Weiss Manfréd Acél- és Fémművekben, a mai Csepelen. A Margit körúti katonai börtönbe (Margit körút), majd a Sopronkőhidai Fegyház és Börtönbe vitték, ahol a nyilas hadbíróság halálra ítélte. 1944. december 24-én Kreutz Róbert és Pesti Barnabás ellenállókkal együtt meghamisították, a többieket felakasztották. 1945. február 13-án a Wehrmacht, az SS és a magyar hadtest bekerített egységei kapituláltak.
Sírja a Fiumei úti sírkertben található.

## Emlékezés és megemlékezés
A szovjet befolyás alatt (1949–1989) számos utcát, teret, iskolát és más kulturális intézményt neveztek el róla; 1989 után ezek egy részét megszüntették.
- A Magyar Posta bélyege, 1974
- Emléktábla Bajcsy-Zsilinszky Endre, Dalos György, Deutsch József, Fisch Emil, Klein Kádár Elek, Kreutz Róbert, Németh János, Pesti Barnabás, Stelczer Lajos, Topa János, Zsebeházi Lajos kivégzettekkel együtt. Kivégezték 1944. december 24-én; a sopronkőhidai börtön főépületének homlokzatán (Sopron, Pesti Barnabás utca 25.)

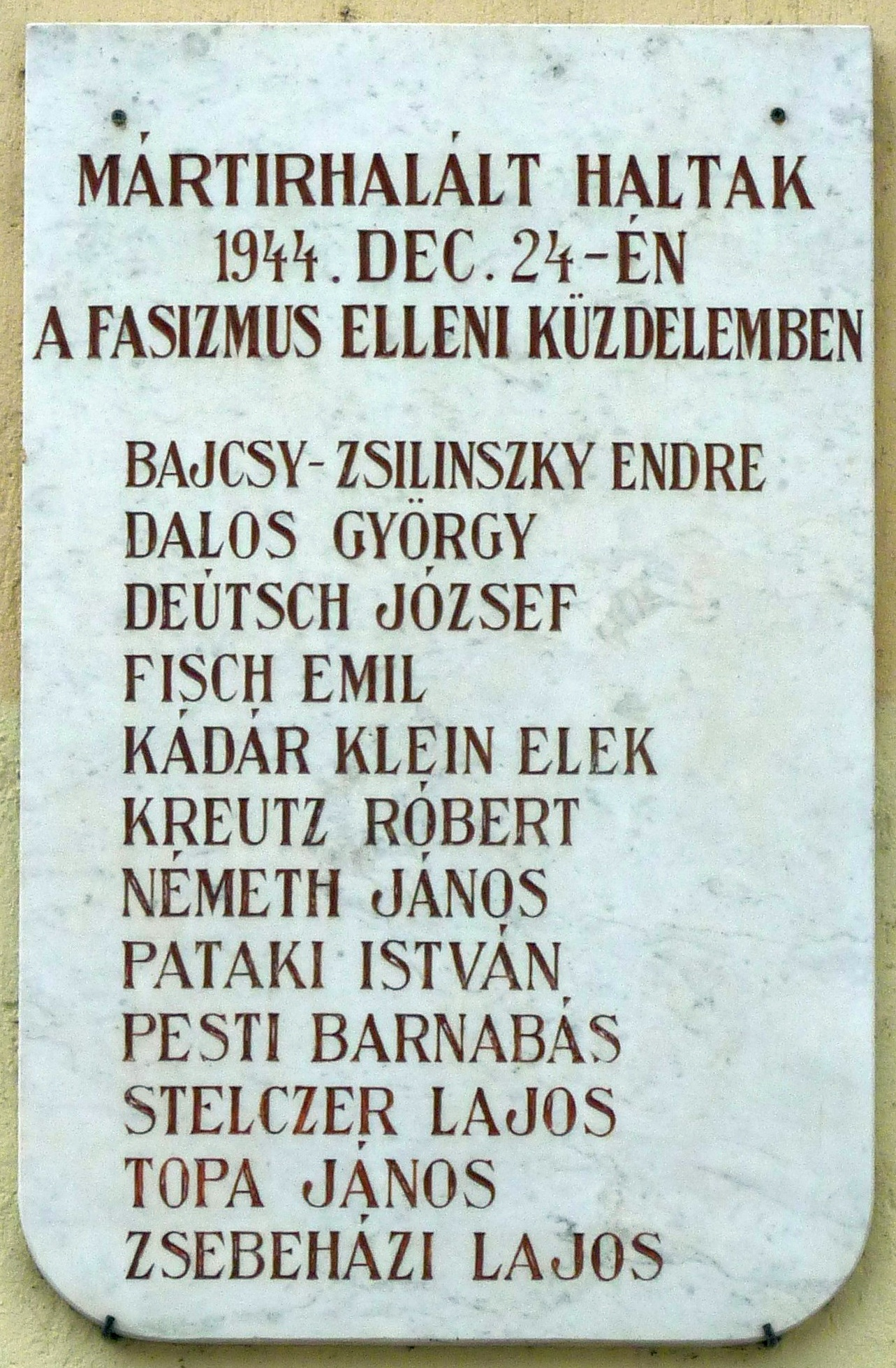
A nyilas vésztörvényszék által halálra ítélt és 1944. december 24-én kivégzett mártírok emléktáblája a Sopronkőhidai Fegyház és Börtön főépületének falán

- Felirat a búcsúleveléből vett idézettel és rövid életrajzzal több nyelven a comói Monumento alla Resistenza europea emlékművön.
- Tér és művelődési ház: Pataki István tér (1953–1989), ma Szent László tér Budapest, X. kerület; mellette a Kőrösi Csoma Sándor Kőbányai Kulturális Központ, korábban Pataky István Művelődési Ház.
- Iskola: Pataky István Fővárosi Híradástechnikai és Informatikai Szakközépiskola, "Pataky István" Fővárosi Gyakorló Híradásipari és Informatikai Szakközépiskola Budapest-Kőbánya.
- Mellszobor, Rózsa Péter szobrászművész mészkő mellszobra, 1964. szeptember 20-án állították fel a téren, 2013-tól a szomszédos kultúrház udvarán.

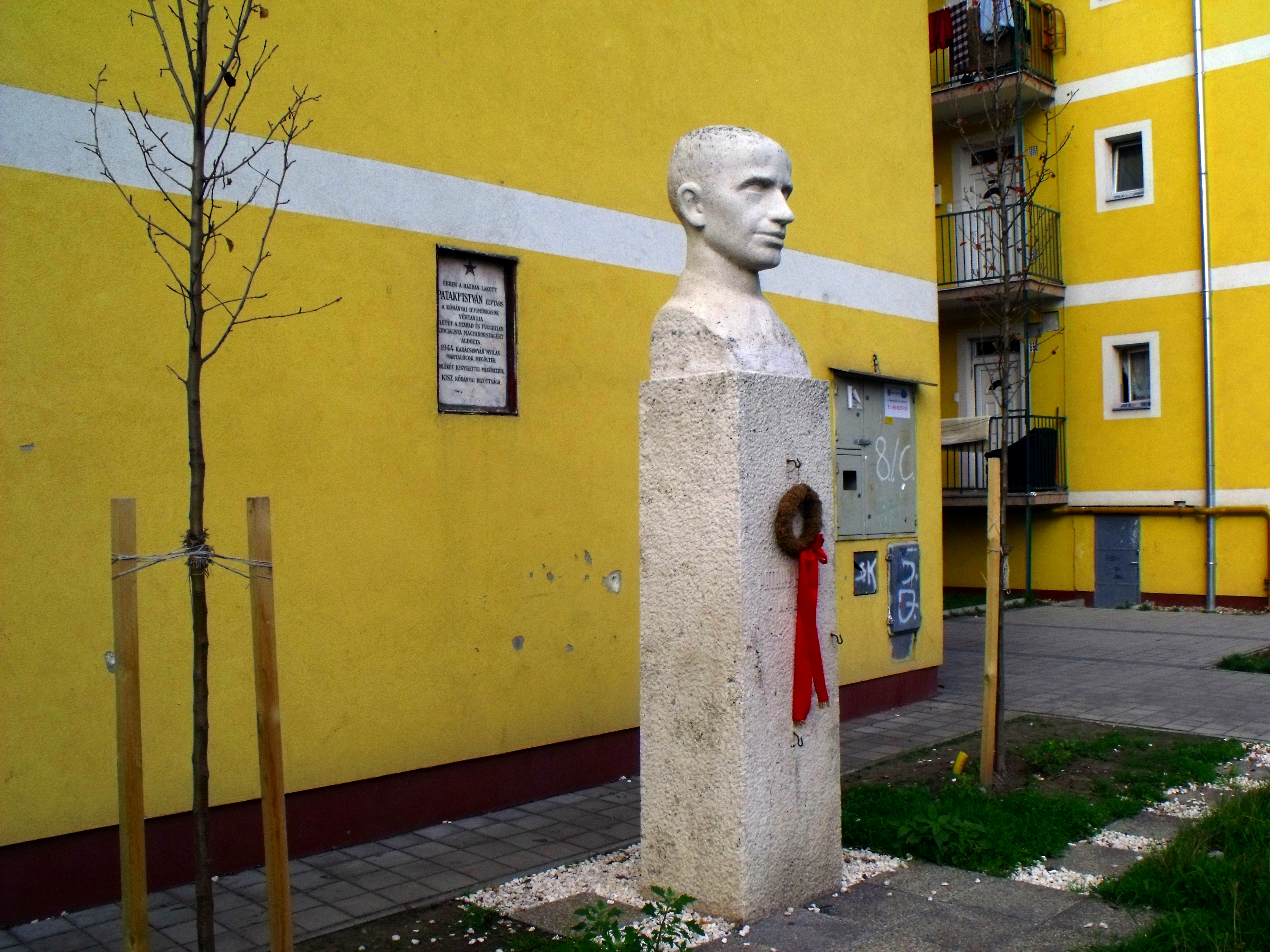
Pataky István szobra

## Fordítás
- Ez a szócikk részben vagy egészben  az   István Pataki című német Wikipédia-szócikk ezen változatának fordításán alapul.  Az eredeti cikk szerkesztőit annak laptörténete sorolja fel. Ez a jelzés csupán a megfogalmazás eredetét és a szerzői jogokat jelzi, nem szolgál a cikkben szereplő információk forrásmegjelöléseként.